# الرضاعة الطبيعية في الأماكن العامة

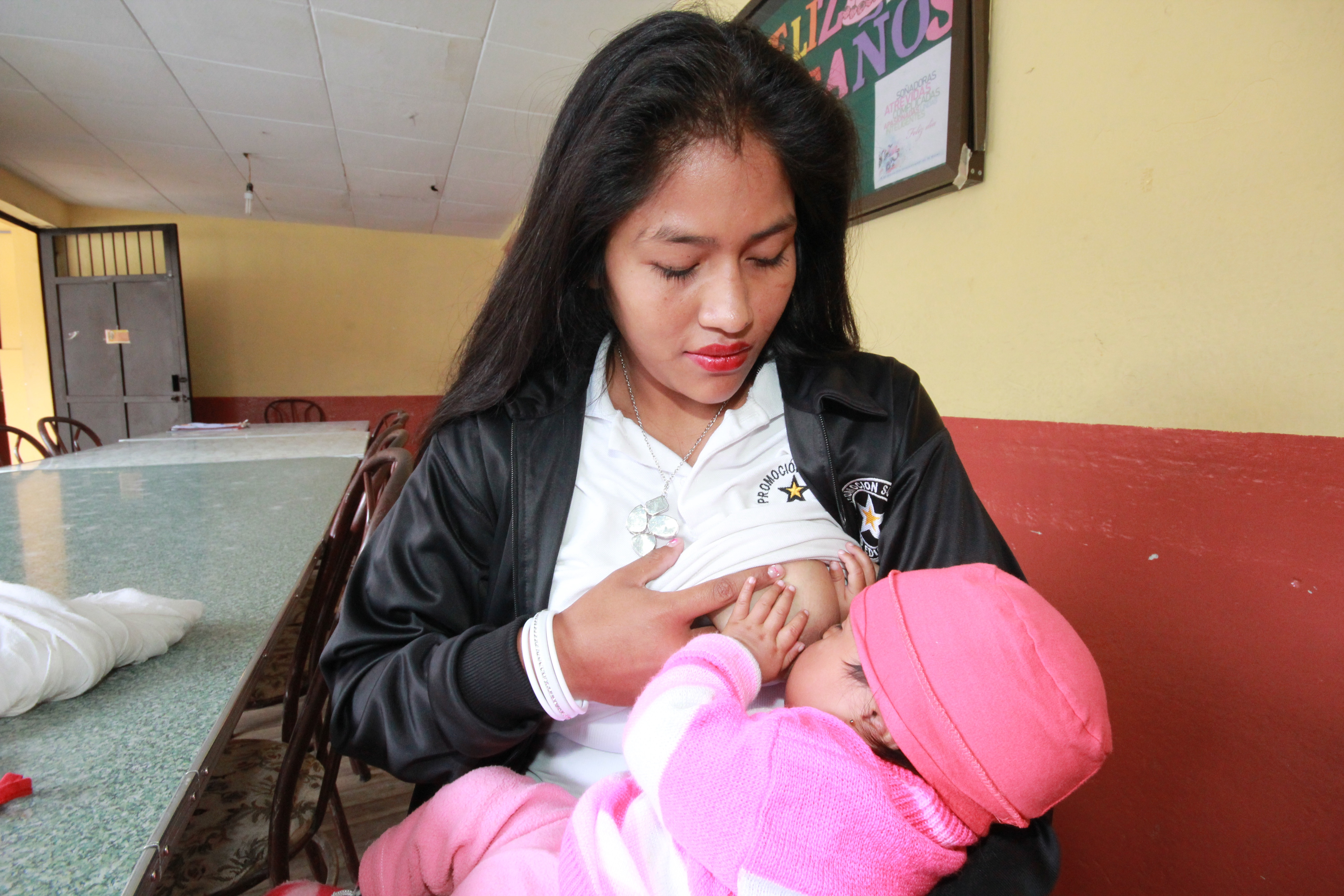

الرضاعة الطبيعية الأماكن العامة هي ممارسة رضاعة الأطفال في مكان عام أو شبه عام أمام مرأى الجمهور العام تختلف السلوكيات الاجتماعية والحماية القانونية لهذه الممارسة على نطاق واسع. تعتبر الرضاعة الطبيعية في الأماكن العامة أمراً شائعاً ولا تعتبر قضية عموما في العديد من البلدان في الجنوب العالمي وفي عدد من البلدان الغربية. تحمي القوانين الأم المرضعة في تلك البلدان. تتمتع النساء بحق قانوني صريح في الرضاعة في الأماكن العامة وفي أماكن العمل في أجزاء كثيرة من العالم بما في ذلك أستراليا، وبعض الأجزاء من الولايات المتحدة، وأوروبا، إلى جانب بعض البلدان في آسيا. هناك عدد قليل من الدول، مثل المملكة العربية السعودية، تمنع النساء من الكشف عن ثديهن في الأماكن العامة صراحةً حتى للرضاعة الطبيعية.
على الرغم من أن هذه الممارسة قد تكون قانونية أو مقبولة اجتماعيًا، إلا أن بعض الأمهات قد يترددن في الكشف عن الثدي في العلن للرضاعة  بسبب اعتراضات فعلية أو محتملة من أشخاص آخرين أو تعليقات سلبية أو مضايقات. تشير التقديرات إلى أن حوالي 63٪ من الأمهات في جميع أنحاء العالم يرضعن أطفالهن بشكل علني. أبلغت وسائل الإعلام عن وقوع عدد من الحوادث التي اعترض فيها العاملون أو أفراد الجمهور على الرضاعة الطبيعية أو حرموها. تتجنب بعض الأمهات الانتباه السلبي وتختارن الانتقال إلى موقع آخر. لكن بعض احتجت الأمهات على معاملتهن، وإذا سمح القانون بهذه الممارسة، فقد اتخذن إجراءات قانونية أو شاركن في الاحتجاجات. تضمنت الاحتجاجات مقاطعة عامة لمخترقي الأعمال منظمين أماكن للرضاعة أو حشد مفاجئ من المرضعات، حيث تتجمع مجموعات من الأمهات المرضعات في المكان الذي نشأت فيه الشكوى ويرضعن أطفالهن في نفس الوقت. اعتذرت بعض الشركات ووافقت على تدريب موظفيها ردًا على ذلك.

## مواقف دول وقارات

### أفريقيا
تعد الرضاعة الطبيعية في الأماكن العامة في العديد من المناطق الأفريقية أمرًا طبيعيُا. يُحمل الطفل عادةً على ظهر الأم في قطعة من القماش ولا يُنقل إلى الأمام إلا من أجل إطعامه. قد تحمي الأم المرضعة مشهد الطفل الذي يرضع، ولكن عمومًا لا توجد محاولات لإخفاء الرضيع وصدر الأم عن النظر. يُفترض عند بكاء الطفل في الأماكن العامة أن المرأة الموجودة معه ليست بوالدته، إذ يُعتقد عادةً أنها سوف تطعم الطفل في حال كانت هي والدته.

#### المغرب
تعتبر رضاعة الطفل في الأماكن العامة أمرًا قانونيًا ومقبولًا على نطاق واسع.

#### سيراليون
تملك سيراليون أعلى معدل وفيات للرضع في العالم. خلال رحلة نوايا حسنة إلى الدولة، أرضعت الممثلة سلمى حايك رضيعًا جائعًا عمره أسبوع أمام الكاميرا، فلم تكن والدته قادرة على إنتاج الحليب. وقالت إنها قامت بهذا لتقلل وصمة العار المرتبطة بالإرضاع الطبيعي ولتشجع على تغذية الوليد.

### آسيا

#### الصين
يعد عادةً الإرضاع الطبيعي في الأماكن العامة في الصين غير مثير للجدل، ولم يُسمع اعتراض حتى العقد الثاني من القرن الواحد والعشرين. ظهرت حالات الاعتراض القليلة مؤخرًا بسبب تأثير مبالغة وسائل التواصل الاجتماعي.
في شانغهاي، يعد الإرضاع الطبيعي في الأماكن العامة محرجًا من قبل البعض، ولكنه مقبولٌ أيضًا من البعض. ظهرت دعوات لإنشاء تسهيلات لرعاية الرضع في الأماكن العامة.

#### الهند
لا تملك تشريع قانوني للإرضاع الطبيعي. يختلف شيوع والقبول الاجتماعي له من منطقة إلى أخرى. يكون في ريف الهند مقبولًا تمامًا. لا يعد الإرضاع الطبيعي في الأماكن العامة أمرًا طبيعيًا عند الشرائح العليا في المجتمع، ولكنه شائع جدًا عند الشرائح الاقتصادية الأدنى.

#### ماليزيا
الإرضاع الطبيعي الحذر في الأماكن العامة مقبول.

#### نيبال
لا تملك قوانين حول الإرضاع الطبيعي في الأماكن العامة. وهو شائعٌ ومقبولٌ على نطاق واسع. من الشائع رؤية الأمهات ترضعن أطفالهن في الأماكن العامة كما في الباصات، والحدائق، والمطاعم، والمشافي، الخ.. في نيبال. في المجتمع النيبالي، يعد الإرضاع الطبيعي للطفل واجبًا على الأمهات. تعتبر الأمهات اللاتي لا ترضعن أطفالهن أو غير قادرات على ذلك مشعوذات (بوكشي)، وترتبط بهن العديد من وصمات العار الاجتماعية.

#### الفلبين
تحمي العديد من القوانين الإرضاع الطبيعي، مثل قانون تشجيع الرضاعة الطبيعية الموسعة لعام 2009 وقانون حليب الفلبين (الأمر التنفيذي 51). يُسمح للأمهات الإرضاع الطبيعي في الأماكن العامة. يُطلب من أرباب العمل السماح لموظفاتهم المرضعات باستراحة للإرضاع الطبيعي أو لتحرير حليب الأم. ينص القانون أيضًا أن فترة الاستراحة لا يجب أن تكون أقل من 40 دقيقة لكل ثمانية ساعات عمل. يُطلب من المكاتب والمنشآت العامة مثل المولات والمدارس، والمؤسسات الحكومية تأسيس محطات إرضاع منفصلة عن الحمام، حيث تستطيع الأمهات إرضاع أطفالهن أو تحرير الحليب. يحظر قانون الحليب الإعلانات عن حليب الأطفال للرضع والرضاعات الزجاجية للرضع تحت عمر السنتين.

#### السعودية
على الرغم من عدم إمكانية النساء إظهار أي جزء من أجسادهن في الأماكن العامة، إلا أن الإرضاع الطبيعي حالة استثنائية. يكون الإرضاع الطبيعي للنساء في المولات والحدائق شائعًا، وهو أمر مقبول بين الناس في السعودية.

#### تايوان
يُصان حق الإرضاع الطبيعي في الأماكن العامة منذ قانون الإرضاع الطبيعي العام في نوفمبر عام 2010، حيث أُقيمت غرف الرضاعة للتعامل مع الخصوصية وتأمين إمكانية الوصول للماء الحار وإمدادات الطاقة، ومع تغريم المتدخلين بحق المرأة في الرضاعة الطبيعية. بعد طرد الأم المرضعة من متحف القصر الوطني في تايبيه في 18 يوليو عام 2012 وسخط العديد من التايوانيين المستخدمين للمواقع، على ما يعتقد غُرّم الموظف ومديره المسيئين بـ 6000 دولار تايواني جديد (ما يعادل نحو 200 دولار أمريكي)، حسب ما قالت وزارة الصحة، لحكومة مدينة تايبي (بالصينية: 臺北市政府衛生局)، ولكن المتحف سيستأنف عمله.

### أوروبا
على الرغم من ممارسة الإرضاع الطبيعي في الأماكن العامة عادة وأنه ليس بأمر غير قانوني، إلا أن بعض الناس غير راضين عنه.

#### فرنسا
الإرضاع الطبيعي في الأماكن العامة قانوني ومقبول على نطاق واسع.

#### ألمانيا
رغم أن الإرضاع الطبيعي مقبول على نطاق واسع، وخاصة منذ حركة عام 1968 عندما شاعت تجمعات النساء لإرضاع أطفالهن في الأماكن العامة(Nurse-Ins)، فلا توجد قوانين محددة حوله. تؤمِّن الفقرة الثانية من المادة السادسة للقانون الأساسي لجمهورية ألمانيا الاتحادية «رعاية وتنشئة الأطفال كحق طبيعي للأطفال» بينما الفقرة الرابعة «تمنح كل أم حق حماية ورعاية المجتمع».

#### آيسلندا
الإرضاع الطبيعي في الأماكن العامة واسع الانتشار وغير مثير للجدل.

#### إيطاليا
يكون الإرضاع الطبيعي في الأماكن العامة في إيطاليا قانونيًا ومقبولًا من قبل الكثيرين. لا تمتثل العديد من الأمهات الإيطاليات لتوصيات الإرضاع الطبيعي. ما زال تشجيع ودعم الإرضاع الطبيعي في إيطاليا أمرًا ضروريًا ويحتاج للمراقبة من خلال البيانات التمثيلية. يجب أن تهدف الأفعال إلى تمكين النساء، من خلال تقليل عدم المساواة الاجتماعية وتحسين الممارسات في المستشفيات وخدمات رعاية الأمومة والتي تشجج على الإرضاع الطبيعي.

#### جمهورية أيرلندا
يحمي القانون الإرضاع الطبيعي في أي مكان بموجب قانون المساواة في الوضع لعام 2002، والذي يحمي الأشخاص من التمييز والمضايقة (بما فيها التحرش الجنسي). وعلى الرغم من عدم ذكر الإرضاع الطبيعي مباشرةً، لكن الإرضاع الطبيعي في الأماكن العامة غُطي من قبل قانون الأسس الجندرية. وبالنتيجة يعد الطلب من الأمهات إيقاف الإرضاع الطبيعي اعتداءً، على سبيل المثال، الطلب منهن الذهاب إلى مكان آخر أو الستر.
وبينما يصبح إعطاء هذا الحق المحمي بالقانون للإرضاع الطبيعي في أي مكان ضرورةً، تكون إيرلندا واحدة من أقل معدلات الإرضاع الطبيعي في العام.

#### هولندا
الإرضاع الطبيعي في الأماكن العامة أمر شائع ومقبول على نطاق واسع. لا توجد قوانين ضده. ينص القانون الهولندي أنه عندما ترغب الموظفة بإرضاع طفلها يجب أن يزودها رب العمل، في الأشهر التسعة الأولى بعد الولادة، بغرفة رضاعة مناسبة والسماح بقضاء ـ25% من وقت العمل بإطعام طفلها أو الضخ وتبقى مدفوعة الأجر. يبقى مطلوب من رب العمل بعد هذه الأشهر التسعة الأولى تأمين متطلبات الرضاعة الطبيعية (مثل استراحات في الوقت المناسب، وغرف رضاعة، وبيئة آمنة، الخ..) ولكن لم يعد مطلوب منه الدفع على الوقت المصروف على الرضاعة الطبيعية أو الضخ.

#### النرويج
الإرضاع الطبيعي في الأماكن العامة واسع الانتشار وغير مثير للجدل.

#### بولندا
الإرضاع الطبيعي في الأماكن العامة واسع الانتشار وغير مثير للجدل.

#### إسبانيا
الإرضاع الطبيعي في الأماكن العامة قانوني ومقبول على نطاق واسع.

#### المملكة المتحدة
يُصان الإرضاع الطبيعي في الأماكن العامة (المطاعم، والمقاهي، والمكتبات، الخ..) بموجب قانون التمييز الجنسي لعام 1975 من خلال تأمين البضائع، والتسهيلات، وأقسام الخدمات. إذا كان عمر الطفل تحت الستة أشهر، تملك الأم حماية إضافية بموجب تعديلات عام 2008 في القانون الحامي لحقوق الأمومة. وحل مكانه قانون المساواة لعام 2010 والذي يبين بعدم وجوب تمييز العمل ضد المرأة المرضعة لطفل في أي عمل في الأماكن العامة. ويُحمى شريكها أيضًا بموجب هذا القانون.
وجد استطلاع رأي لوزارة الصحة للمملكة المتحدة في عام 2004 أن 84% (أي نحو خمسة من كل ستة أشخاص) يجدون الإرضاع الطبيعي في الأماكن العامة أمرًا مقبولًا إذا نُفذ بتروٍ، وعلى أي حال، أبدت 67% من الأمهات (اثنتين من كل ثلاث أمهات) قلقهن من كون الرأي الجندري ضد الرضاعة الطبيعية في الأماكن العامة. ولمواجهة هذه المخاوف في إسكتلندا، أقر البرلمان الإسكتلندي تشريعًا يصون حرية النساء في الرضاعة الطبيعية في الأماكن العامة عام 2005. يفرض التشريع غرامة تصل إلى 2500 يورو لمن يمنع الرضاعة الطبيعية لطفل يصل عمره حتى السنتين في الأماكن العامة.